# Noen Maprang (huyện)
Noen Maprang (tiếng Thái: เนินมะปราง) là huyện (amphoe) cực nam thuộc tỉnh Phitsanulok, phía bắc Thái Lan.

## Lịch sử
Chính phủ Thái Lan đã tách tambon Noen Maprang từ huyện Wang Thong để lập một tiểu huyện (King Amphoe) ngày 6 tháng 9 năm 1976. Đơn vị này đã được nâng cấp thành huyện ngày 1 tháng 4 năm 1983.

## Địa lý
Các huyện giáp ranh (từ phía bắc theo chiều kim đồng hồ): Wang Thong thuộc tỉnh Phitsanulok, Khao Kho, Mueang Phetchabun, Wang Pong thuộc tỉnh Phetchabun, Thap Khlo, Wang Sai Phun và Sak Lek thuộc tỉnh Phichit.
Noen Maprang nằm trong lưu vực sông Nan, một phần của lưu vực sông Chao Phraya. Ngoài ra huyện này còn có sông Chomphu., Ban Mung và Sai Yoi (คลองไทรย้อย).

## Hành chính
Huyện này được chia thành 7 phó huyện, các đơn vị này lại được chia ra thành 75 làng (muban). Noen Maprang là một thị trấn (thesaban tambon) nằm trên một phần của tambon Noen Maprang. Có 7 tổ chức hành chính tambon.
| STT | Tên                | Tên tiếng Thái | Số làng | Dân số |  |
| --- | ------------------ | -------------- | ------- | ------ |  |
| 1.  | Chomphu            | ชมพู            | 15      | 13.266 |  |
| 2.  | Ban Mung           | บ้านมุง          | 8       | 6.944  |  |
| 3.  | Sai Yoi            | ไทรย้อย         | 16      | 8.784  |  |
| 4.  | Wang Phrong        | วังโพรง         | 9       | 7.389  |  |
| 5.  | Ban Noi Sum Khilek | บ้านน้อยซุ้มขี้เหล็ก  | 11      | 8.210  |  |
| 6.  | Noen Maprang       | เนินมะปราง      | 9       | 8.209  |  |
| 7.  | Wang Yang          | วังยาง          | 7       | 5.887  |  |